# Kabinett Briand X

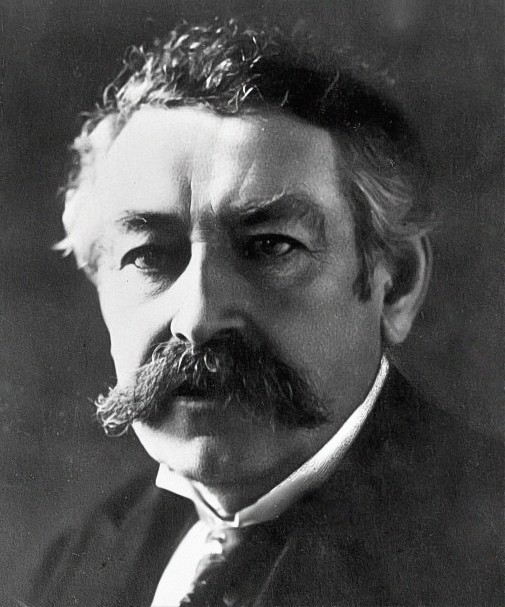
Aristide Briand war von 1909 bis 1911, 1913, 1915 bis 1917, 1921 bis 1922, 1925 bis 1926 sowie 1929 sechs Mal Premierminister Frankreichs und bildete in dieser Zeit elf Kabinette

Das zehnte Kabinett Briand war eine Regierung der Dritten Französischen Republik. Es wurde am 23. Juni 1926 von Premierminister (Président du Conseil) Aristide Briand gebildet und löste das Kabinett Briand IX ab. Es blieb bis zum 19. Juli 1926 im Amt und wurde daraufhin vom Kabinett Herriot II abgelöst.
Dem Kabinett gehörten Minister des Cartel des gauches (Parti républicain-socialiste (PRS), Parti républicain, radical et radical-socialiste (PRRRS) und Radicaux indépendants (RI)) sowie der Parti républicain démocratique et social (PRDS) und unabhängige Linke (UL) an. Die Section française de l’Internationale ouvrière stützte die Regierung, beteiligte sich aber nicht.

## Kabinett
Dem Kabinett gehörten folgende Minister an:
| Amt                                                       | Name               | Partei | Beginn der Amtszeit | Ende der Amtszeit |
| --------------------------------------------------------- | ------------------ | ------ | ------------------- | ----------------- |
| Premierminister                                           | Aristide Briand    | PRS    | 23. Juni 1926       | 19. Juli 1926     |
| Außenminister                                             | Aristide Briand    | PRS    | 23. Juni 1926       | 19. Juli 1926     |
| Innenminister                                             | Jean Durand        | PRRRS  | 23. Juni 1926       | 19. Juli 1926     |
| Justizminister                                            | Pierre Laval       | UL     | 23. Juni 1926       | 19. Juli 1926     |
| Finanzminister und Vizepremier                            | Joseph Caillaux    | PRRRS  | 23. Juni 1926       | 19. Juli 1926     |
| Kriegsminister                                            | Adolphe Guillaumat |        | 23. Juni 1926       | 19. Juli 1926     |
| Marineminister                                            | Georges Leygues    | PRDS   | 23. Juni 1926       | 19. Juli 1926     |
| Minister für öffentlichen Unterricht und schöne Künste    | Bertrand Nogaro    | PRRRS  | 23. Juni 1926       | 19. Juli 1926     |
| Minister für öffentliche Arbeiten                         | Daniel Vincent     | RI     | 23. Juni 1926       | 19. Juli 1926     |
| Arbeitsminister                                           | Antoine Durafour   | PRRRS  | 23. Juni 1926       | 19. Juli 1926     |
| Minister für Gesundheit, Wohlfahrt und Sozialversicherung | Antoine Durafour   | PRRRS  | 23. Juni 1926       | 19. Juli 1926     |
| Minister für Handel und Industrie                         | Fernand Chapsal    | PRRRS  | 23. Juni 1926       | 19. Juli 1926     |
| Kolonialminister                                          | Léon Perrier       | PRRRS  | 23. Juni 1926       | 19. Juli 1926     |
| Landwirtschaftsminister                                   | François Binet     | PRRRS  | 23. Juni 1926       | 19. Juli 1926     |
| Pensionsminister                                          | Paul Jourdain      | PRDS   | 23. Juni 1926       | 19. Juli 1926     |
| Hochkommissar für Wohnungswesen                           | Arthur Levasseur   | PRS    | 23. Juni 1926       | 19. Juli 1926     |

### Unterstaatssekretäre
Dem Kabinett gehörten folgende Sous-secrétaires d’État an:
- Ministerpräsident und Außenministerium: Charles Daniélou[7] (RI)
- Vizepremier und Finanzministerium, Finanzen: François Piétri (PRDS)
- Vizepremier und Finanzministerium, Haushalt: Jacques Duboin[8]
- Vizepremier und Finanzministerium, befreite Regionen: Maurice Dutreil[9] (PRDS)
- Kriegsministerium: Yves Picot[10] (PRDS)
- Technische und berufliche Bildung, postschulische Bildung, Körpererziehung und militärische Vorbereitung: Pierre Rameil[11] (PRS)
- Luftfahrt und Luftverkehr: Laurent Eynac (RI)
- Häfen, Marine und Fischerei: Pierre Valude[12] (PRS)

## Historische Anmerkungen
Briand versuchte, seine Regierung auf eine breite Basis zu stellen und weitergehende Finanzvollmachten zu erlangen. Da sich Édouard Herriot sowohl weigerte, in die Regierung einzutreten als auch die erweiterten Finanzvollmachten sabotierte, demissionierte Briand.